# Judaísmo ortodoxo moderno

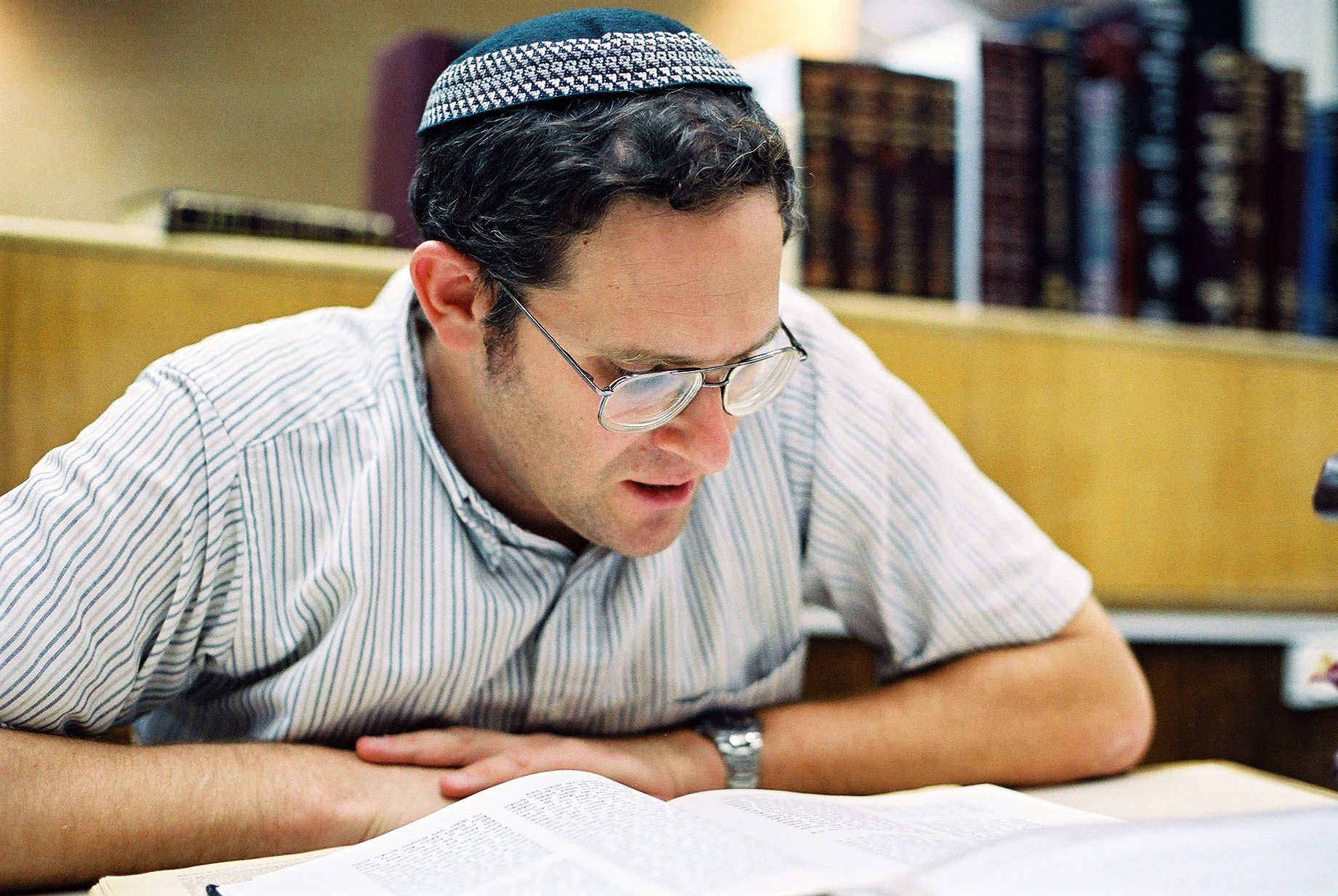
Rabino Mosheh Lichtenstein, um rabino em Yeshivas Har Etzion

Judaísmo ortodoxo moderno (também chamado de ortodoxia moderna) é um movimento dentro do judaísmo ortodoxo que tenta sintetizar os valores judaicos e a observância da lei judaica com o mundo secular e moderno.
A ortodoxia moderna baseia-se em vários ensinamentos e filosofias, e, assim, assume várias formas. Nos Estados Unidos, e em geral no mundo ocidental, a "ortodoxia centrista" — apoiado pela filosofia da Torá Umadda — é prevalente. Em Israel, a ortodoxia moderna é dominada pelo sionismo religioso, no entanto, embora não sejam idênticos, estes movimentos compartilham muitos dos mesmos valores e adeptos.